# Meritorious Service Medal
La Medaglia al servizio meritorio (in inglese: Meritorious Service Medal) (MSM) è un premio militare assegnato ai membri delle forze armate degli Stati Uniti che si distinguono per risultati meritori o servizi eccezionali resi agli Stati Uniti. 

## Storia
Alla Tri-Department Awards Conference (5 febbraio 1968), si discusse sulla necessità di un terzo premio meritorio per fornire un riconoscimento adeguato per risultati o servizi non legati al combattimento paragonabili a quelli della medaglia della stella di bronzo per risultati o servizi in combattimento. Si sentiva che il prestigio della Legione al Merito stava diminuendo perché veniva utilizzata con crescente frequenza per premiare un servizio inferiore allo standard previsto dalla Legione al Merito, ma superiore a quello richiesto per le medaglie di encomio dei vari servizi militari.
Un comitato ad hoc venne formato dal Segretario alla Difesa (M&RA) per selezionare un nome. L'8 novembre 1968, il comitato approvò all'unanimità il nome "Medaglia al servizio meritorio". Il presidente Lyndon B. Johnson istituì la MSM con l'ordine esecutivo 11448, datato 16 gennaio 1969. L'ordine esecutivo venne modificato dal presidente Ronald Reagan con l'ordine esecutivo 12312, datato 2 luglio 1981, per autorizzare il premio per i membri delle forze armate di nazioni straniere amiche.
Dal 1969 la MSM è stata a lungo concessa come decorazione per i successi ottenuti in tempo di pace. Dal 2004, viene conferita anche al posto della medaglia della Bronze Star per risultati meritori in un teatro di combattimento designato. Normalmente gli atti o i servizi resi devono essere paragonabili a quelli richiesti per la Legione al Merito ma in un incarico di minore, seppur considerevole, responsabilità.
Una decorazione più elevata, la Defense Meritorious Service Medal (DMSM), è destinata a servizi simili svolti in servizio congiunto all'interno del Dipartimento della Difesa degli Stati Uniti, compreso lo Stato maggiore congiunto, i Comandi combattenti unificati e le task force congiunte sotto la loro conoscenza.

## Destinatari
La medaglia al servizio meritorio viene assegnata a tutti i gradi per il servizio meritorio nell'esercito americano, nell'aeronautica americana, nella guardia costiera americana e nella forza spaziale americana. Essa è concessa dal Dipartimento dell'Esercito degli Stati Uniti, dal Dipartimento della Marina degli Stati Uniti, dal Dipartimento dell'Aeronautica Militare degli Stati Uniti e dal Dipartimento per la Sicurezza Interna degli Stati Uniti.

All'interno dell'esercito degli Stati Uniti, secondo AR 600-8-22, paragrafo 3-16, la MSM non può essere aggiornata o declassata da una Bronze Star consigliata. Nell'esercito, una raccomandazione MSM declassata verrà approvata come Army Commendation Medal (ARCOM).

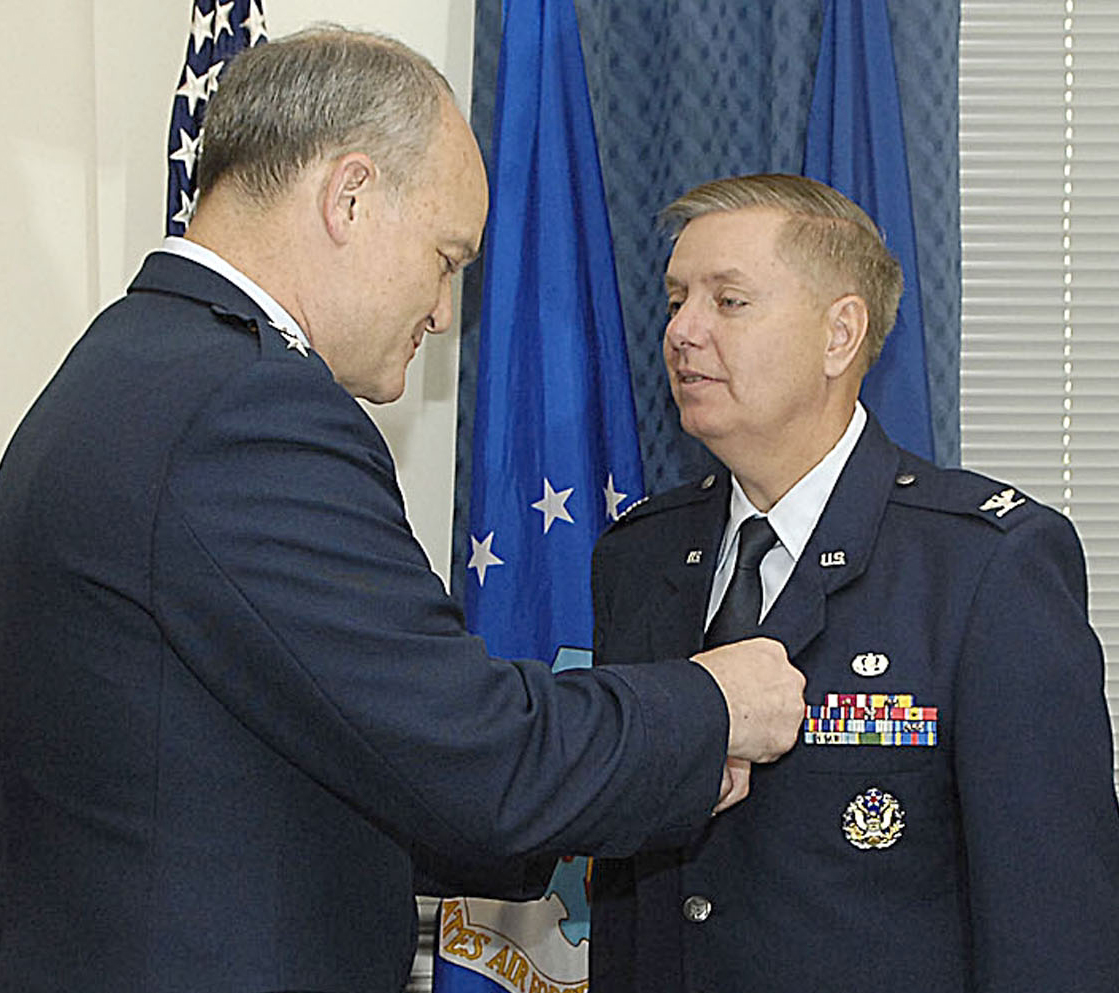
Il tenente generale Jack L. Rives assegna la medaglia al servizio meritorio al colonnello Lindsey Graham, aprile 2009

La Marina degli Stati Uniti, il Corpo dei Marines degli Stati Uniti e la Guardia costiera degli Stati Uniti aderiscono a una filosofia leggermente diversa da quella dell'Esercito, dell'Aeronautica e della Forza spaziale nell'assegnare la MSM, riservandolo tipicamente agli ufficiali senior della Marina e della Guardia costiera con gradi di retribuzione da O-5 a O-6 (comandante e capitano) e ufficiali sul campo del Corpo dei Marines con gradi salariali O-5 e O-6 (tenente colonnello e colonnello), con il primo premio di MSM che generalmente si verifica dopo il completamento di un incarico di ufficiale comandante con successo presso il Livello O-5. Assegnazione del MSM agli ufficiali USN, USMC e USCG con grado di retribuzione O-4 (tenente comandante USN e USCG / maggiore USMC) e inferiore, inclusi chief warrant officer e inferiori (eccetto come premio al pensionamento a CWO5 e CWO4) è tipicamente in via eccezionale e normalmente limitato a coloro che hanno ricoperto uno dei pochi incarichi di ufficiale comandante di livello O-4 del servizio (ad esempio, nave di contromisure antimine di classe Avenger) o prestato servizio presso uno staff di ufficiali di bandiera dell'USN o USCG o uno staff di ufficiali generali dell'USMC .
Per i gradi di leva, la Marina, il Corpo dei Marines e la Guardia costiera in genere limitano l'assegnazione della MSM al pagamento dei gradi E-8 (ad esempio, sottufficiale capo senior dell'USN/USCG e sergente capo o primo sergente dell'USMC) ed E-9 (ad es. , sottufficiale capo capo dell'USN/USCG e sergente maggiore o sergente capo dell'USMC). Assegnare al MSM la retribuzione del grado E-7 (ad esempio, sottufficiale capo dell'USN/USCG e sergente d'artiglieria dell'USMC) e inferiore è molto raro e in via eccezionale. Nella Marina, nel Corpo dei Marines e nella Guardia costiera, l'autorità aggiudicante per la MSM deve essere un ufficiale di bandiera o un ufficiale generale con grado di retribuzione O-7 o superiore. È più comune che i sottufficiali capi maestri della Marina e della Guardia costiera (tipicamente i sottufficiali capi comandanti del comando) e i sergenti maestri d'artiglieria e i sergenti maggiori del Corpo dei Marines ricevano la MSM come premio di fine tour o al momento del pensionamento.
Anche il personale militare straniero nei ranghi NATO OF-5 (equivalente US O-6) e inferiore e le persone che hanno dimostrato un livello di servizio che giustifica un premio di tale portata possono avere diritto a ricevere la MSM, se approvato da un Ufficiale di bandiera o ufficiale generale degli Stati Uniti. Per ricevere questa medaglia, l'individuo deve dimostrare un servizio eccezionalmente meritorio a quel livello di responsabilità.

## Descrizione
La medaglia è stata disegnata da Jay Morris dell'Institute of Heraldry e il progetto è stato approvato il 20 marzo 1969 dal comitato per le medaglie nominato dal segretario alla difesa. Il disegno del nastro segue i colori utilizzati per la Legione al Merito per riflettere il parallelo tra le due medaglie. L'aquila, simbolo degli Stati Uniti, sta su rami di alloro e denota successo. La stella viene utilizzata per rappresentare il servizio militare e i raggi che ne emanano denotano gli sforzi costanti degli individui per ottenere risultati eccellenti e meritori.
Ulteriori premi della Medaglia al servizio meritevole sono indicati da grappoli di foglie di quercia in bronzo nell'esercito, nell'aeronautica e nell'aeronautica spaziale, con un grappolo di foglie di quercia argentate che denota cinque premi aggiuntivi. (1 OLC d'argento più la medaglia stessa rappresenta sei) e stelle d'oro da 5/16 pollici nella Marina degli Stati Uniti, nel Corpo dei Marines degli Stati Uniti e nella Guardia costiera degli Stati Uniti (con una stella d'argento da 5/16 pollici che indica cinque premi aggiuntivi). Tali dispositivi sono autorizzati anche per l'uso sulla sospensione e sul nastro di servizio della medaglia. In alcuni casi, la Guardia Costiera degli Stati Uniti autorizza anche un dispositivo di distinzione operativo per la medaglia.

### Dritto della medaglia
La Medaglia al Servizio Meritorio è una medaglia di bronzo, di 1,5 pollici (circa 3,81 centimetri) di diametro complessivo, composta da sei raggi emananti dalle tre punte superiori di una stella a cinque punte con bordi smussati e contenente due stelle più piccole definite da contorni incisi; davanti alla parte inferiore della stella un'aquila con le ali alzate ritta su due rami di alloro ricurvi verso l'alto legati con un nastro tra i piedi dell'aquila.

### Rovescio della medaglia
Il rovescio ha le iscrizioni cerchiate "STATI UNITI D'AMERICA" e "MERITORIOUS SERVICE". Il nastro di sospensione è largo 1 3/8 pollici ed è costituito dalle seguenti strisce: Crimson 67112 da 1/8 di pollice; 1/4 di pollice Bianco 67101; cremisi centrale da 5/8 pollici; 1/4 di pollice bianco; e cremisi da 1/8 di pollice.